# История Куллерво
История Куллерво (англ. The Story of Kullervo) — прозаическое произведение Джона Р. Р. Толкина, сюжет которого основан на трагическом повествовании о герое Куллерво из финского эпоса «Калевала». Создано в 1914—1915 годах. Осталось неоконченным, однако впоследствии переросло в историю Турина Турамбара из «Сильмариллиона», став первым прозаическим произведением, положившим начало легендариуму Толкина. Впервые опубликовано в 2010 году в журнале Tolkien Studies. В 2015 году издано в форме отдельной книги.

## История создания
Во время обучения в Оксфордском университете на Толкина произвёл сильное впечатление финский эпос «Калевала», сформированный фольклористом Элиасом Лённротом на основе собранных им народных рунических песен. По мнению Толкина, англичанам недоставало эпоса подобного масштаба, и под влиянием творчества Лённрота, воссоздавшего в «Калевале» финскую мифологию, у него появилась идея создать собственную «мифологию для Англии». Толкин также увлёкся финским языком, под впечатлением от которого начал создавать квенью, язык высших эльфов.
В 1914 году Толкин начал работу над «Историей Куллерво» — своём первом прозаическом произведении, сюжет которого основан на 31—36 рунах «Калевалы». Об этом он упоминает в письме своей будущей жене Эдит Брэтт в октябре 1914 года. На стиль повествования, сочетающий прозу с поэтическими фрагментами, оказал влияние роман Уильяма Морриса «Сказание о доме Вольфингов». Произведение осталось неоконченным, однако его сюжет стал основой для истории Турина Турамбара в «Сильмариллионе». В письме к Уистену Хью Одену Толкин отметил, что «начало легендариуму … положила попытка переделать часть «Калевалы», в частности историю о злосчастном Куллерво, и облечь этот материал в собственную форму».
Для имён и названий в «Истории Куллерво» Толкин использовал слова из создаваемого им языка квенья — «Тэлеа» (кв. Telëa — «Карелия»), «Кеменумэ» (кв. Kemenúmë — «Россия», досл.: «Великая земля»), «Илу» (кв. Ilu — «Бог»), которые в «Сильмариллионе» преобразовались соответственно в «тэлери» (название эльфийского народа), «Кементари» (одно из имён валы Йаванны) и «Илуватар» (имя Единого, создателя мира).
«История Куллерво» впервые была опубликована в 2010 году в 7-м номере журнала Tolkien Studies под редакцией Верлин Флигер.
27 августа 2015 года издательство HarperCollins выпустило книгу «История Куллерво», в которую также были включены эссе Толкина о «Калевале».